# Wełnianka delikatna

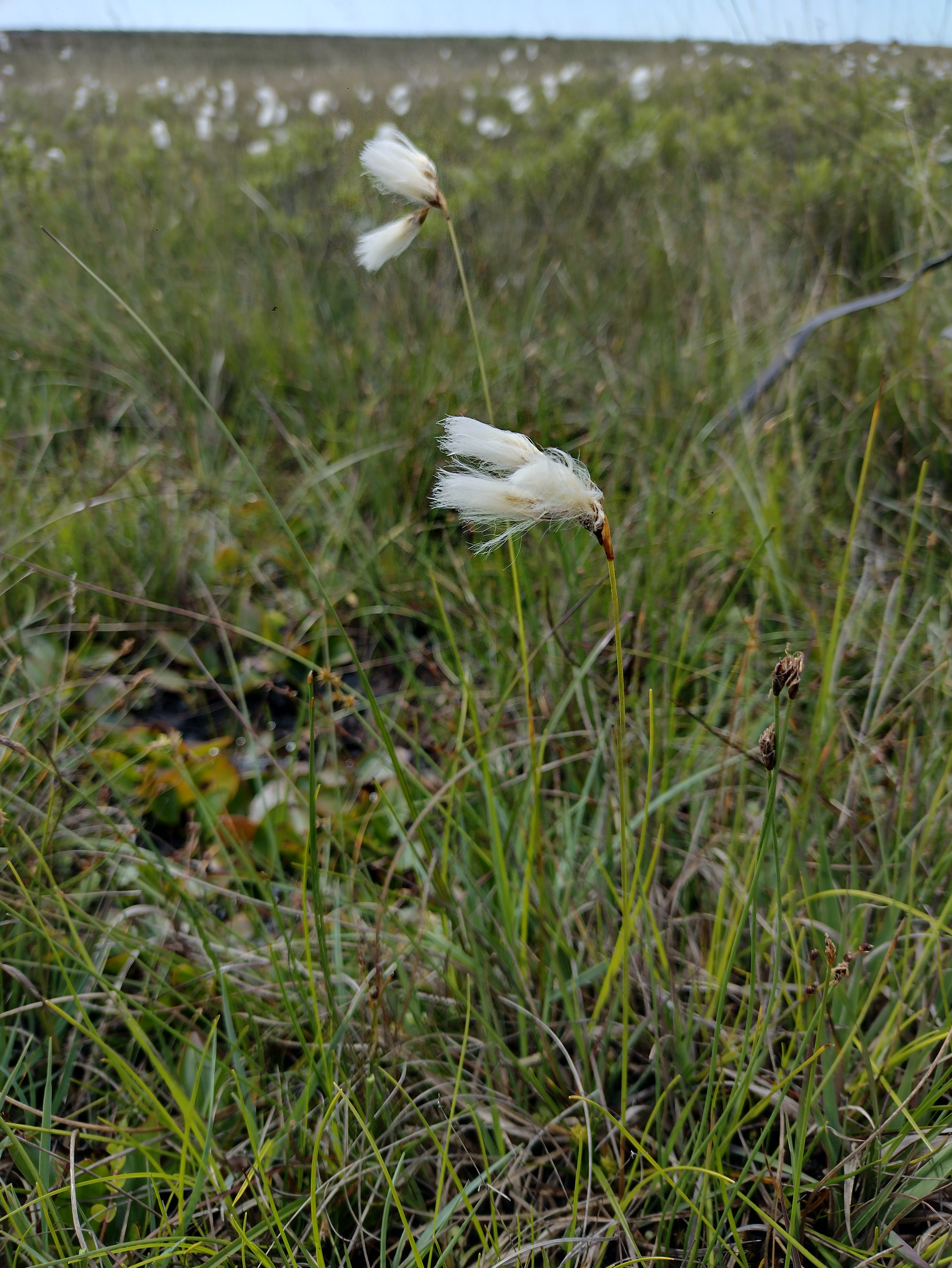
Pokrój

Wełnianka delikatna (Eriophorum gracile) – gatunek rośliny z rodziny ciborowatych (Cyperaceae) (turzycowatych).

## Rozmieszczenie geograficzne
Występuje wokółbiegunowo w Ameryce Północnej, w Azji i Europie. Przez Polskę przebiega południowa granica jego zasięgu. Współcześnie występuje tylko na Pomorzu Zachodnim, Pojezierzu Mazurskim, w okolicach Augustowa, w Biebrzańskim Parku Narodowym i na Polesiu Zachodnim. W Karpatach potwierdzone zostało występowanie tylko na trzech stanowiskach w Kotlinie Nowotarskiej (Puścizna Wielka, Puścizna Rękowiańska i torfowisko w okolicach Chyżnego). Dawniej liczba stanowisk w całym kraju wynosiła około 100, ale obecnie na większości z tych stanowisk gatunek ten już wyginął. Wyginął m.in. na Pomorzu Wschodnim, Śląsku, ziemi lubuskiej i w Wielkopolsce.

## Morfologia
PokrójBylina tworząca luźne darnie za sprawą płożących się rozłogów.
ŁodygaWzniesiona, o niezbyt wyraźnym trójkątnym przekroju, o wysokości od 10 do 30 (50)cm.
LiścieRynienkowate o szerokości od 1 do 2 mm. Liście łodygowe z luźnymi pochwami i krótkim języczkiem.
KwiatZebrane w 3–4 jajowate kwiatostany o długości 10 mm, zebrane na szczycie łodygi w niewielką rozrzutkę. Szypułki kłosów są szorstkie, u nasady z liściowatymi podsadkami. Kwiaty wyrastają w kątach przysadek. Okwiat złożony z licznych włosków, wydłużających się podczas owocowania, tworzących wówczas biały wełnisty pióropusz. Kwiaty obupłciowe. Pręciki 3, słupek pojedynczy z trzema znamionami.
OwoceTrójgraniasty orzeszek, opadający wraz z pękiem wełnistych włosków z okwiatu.
Gatunki podobneWełnianka wąskolistna (Eriophorum angustifolium) – w Polsce znacznie częściej spotykana. Odróżnia się gładkimi szypułkami kłosów, szerszymi liśćmi (2–4 mm) i ostrymi, 1-nerwowymi przysadkami.

## Biologia i ekologia
Geofit lub hydrofit. Kwiaty zapylane przez wiatr, ale na obserwowanych stanowiskach rozmnaża się głównie wegetatywnie przez rozłogi. Rośliny, zwykle nieliczne na poszczególnych stanowiskach, rosną na torfowiskach przejściowych i silnie podtopionych obrzeżach torfowisk wysokich, najczęściej na podłożu węglanowym. W klasyfikacji zbiorowisk roślinnych gatunek charakterystyczny dla związku Caricion lasiocarpae. Liczba chromosomów 2n = 60, 76.

## Zagrożenia i ochrona
Gatunek objęty ścisłą ochroną gatunkową w Polsce na podstawie Rozporządzenia Ministra Środowiska z dnia 9 października 2014 r. w sprawie ochrony gatunkowej roślin. Został umieszczony w Polskiej czerwonej księdze roślin w kategorii CR (krytycznie zagrożony). Na polskiej czerwonej liście posiada kategorię EN (zagrożony).
Głównymi czynnikami zagrożenia jest osuszanie siedlisk oraz ich zarastanie przez drzewa i krzewy.